# Symphonie no 9 de Milhaud
Pour les articles homonymes, voir Symphonie no 9.
La Symphonie no 9, op. 380 est une œuvre pour orchestre du compositeur français Darius Milhaud. Elle a été composée en 1959 pour le Fort Lauderdale Symphony Orchestra (en) et son chef Mario di Bonaventura. La création de la symphonie a été faite à Fort Lauderdale le 29 mars 1960.

## Structure
La neuvième symphonie de Milhaud comporte trois mouvements. Les titres des mouvements sont les suivants :
1. Modérément animé (env. 5 min 10 s)
2. Lent et sombre (env. 9 min 10 s)
3. Alerte et vigoureux (env. 4 min 45 s)

La durée d'exécution est d'environ 19 minutes.
Cette symphonie est publiée par Heugel & Cie.

## Enregistrements
- 1993 Sinfonieorchester Basel, chef : Alun Francis (CPO), faisant partie du coffret des Symphonies No. 1-12 de Milhaud chez CP